# Elwood Etchells
Elwood Etchells (1911-1998) fue un deportista estadounidense que compitió en vela en la clase Star. Ganó cuatro medallas en el Campeonato Mundial de Star entre los años 1945 y 1962.

## Palmarés internacional
| Campeonato Mundial | Campeonato Mundial           | Campeonato Mundial | Campeonato Mundial |
| Año                | Lugar                        | Medalla            | Clase              |
| ------------------ | ---------------------------- | ------------------ | ------------------ |
| 1945               | Long Island (Estados Unidos) | Medalla de bronce  | Star               |
| 1950               | Chicago (Estados Unidos)     | Medalla de bronce  | Star               |
| 1951               | Isla Gibson (Estados Unidos) | Medalla de oro     | Star               |
| 1962               | Cascaes (Portugal)           | Medalla de bronce  | Star               |